# باغ فرمانیه
باغ فرمانیه یا باغ سفارت ایتالیا، اقامتگاه سفیر ایتالیا در خیابان فرمانیه واقع در منطقهٔ شمیران است. این باغ ۶٫۶ هکتاری که در مالکیت دولت ایتالیاست، مربوط به دوره قاجار بوده و در تاریخ ۲ اسفند ۱۳۷۶ با شمارهٔ ثبت ۱۹۶۵ به‌عنوان یکی از آثار ملی ایران به ثبت رسیده است.
این باغ، از اماکن دیپلماتیک ایتالیاست و در اختیار هیئت دیپلماتیک آن کشور قرار دارد. ساختمان اصلی سفارت ایتالیا در تهران در خیابان نوفل‌لوشاتو، جنب سفارت فرانسه واقع شده است.

## تاربخچه
مساحت این باغ حدود ۶۶هزار مترمریع است. باغ براساس اصول و روش‌های باغ‌های ایرانی ساخته شده و رود و حوض میانی آن یادآور باغ‌های ایرانی است.
این مجموعه و زمین‌های پیرامون آن متعلق به کامران میرزا نائب السلطنه، شاهزاده قاجار فرزند سوم ناصرالدین شاه بود که پس از او، عبدالحسین میرزا فرمانفرما از شاهزادگان قجر و نخست‌وزیر ایران همه باغ را همراه با کاریز و … خریداری کرد و از آن پس نام محله و باغ فرمانیه نام گرفت.
خانوادهٔ فرمانفرما در فصل گرم سال در این باغ زندگی می‌کردند و پس از درگذشت فرمانفرما، مالکیت باغ به پسر بزرگ او نصرت‌الدوله رسید که پس از کشته شدن فیروزمیرزا به خانوادهٔ او به ارث می‌رسد که خانواده او نیز در سال ۱۳۱۹ باغ و متعلقات آن را به مبلغ ۱۰۰ هزار تومان به نمایندهٔ وقت سفارت ایتالیا می‌فروشند.
کاشی‌های بنای اندرونی و بیرونی مهم‌ترین تزئینات آن است که بیشتر کاشی‌ها مربوط به دورهٔ ناصری است و داستان‌های شاهنامه فردوسی همچون گذر سیاوش از آتش و نبرد رستم با دیو سفید، شیخ صنعان از منطق الطیر عطار و بهرام و گل‌اندام از خمسهٔ نظامی و نیز داستان خسرو و شیرین و بزم شیرین از نظامی و همچنین کاشی‌های پذیرایی شاه تهماسب صفوی از همایون پادشاه هندوستان از موضوع‌های مهم این کاشی‌هاست

## نگاره‌ها
تصاویری از باغ فرمانیه در ۱۳۱۴ (عکاس: آنه ماری شوارتسنباخ)

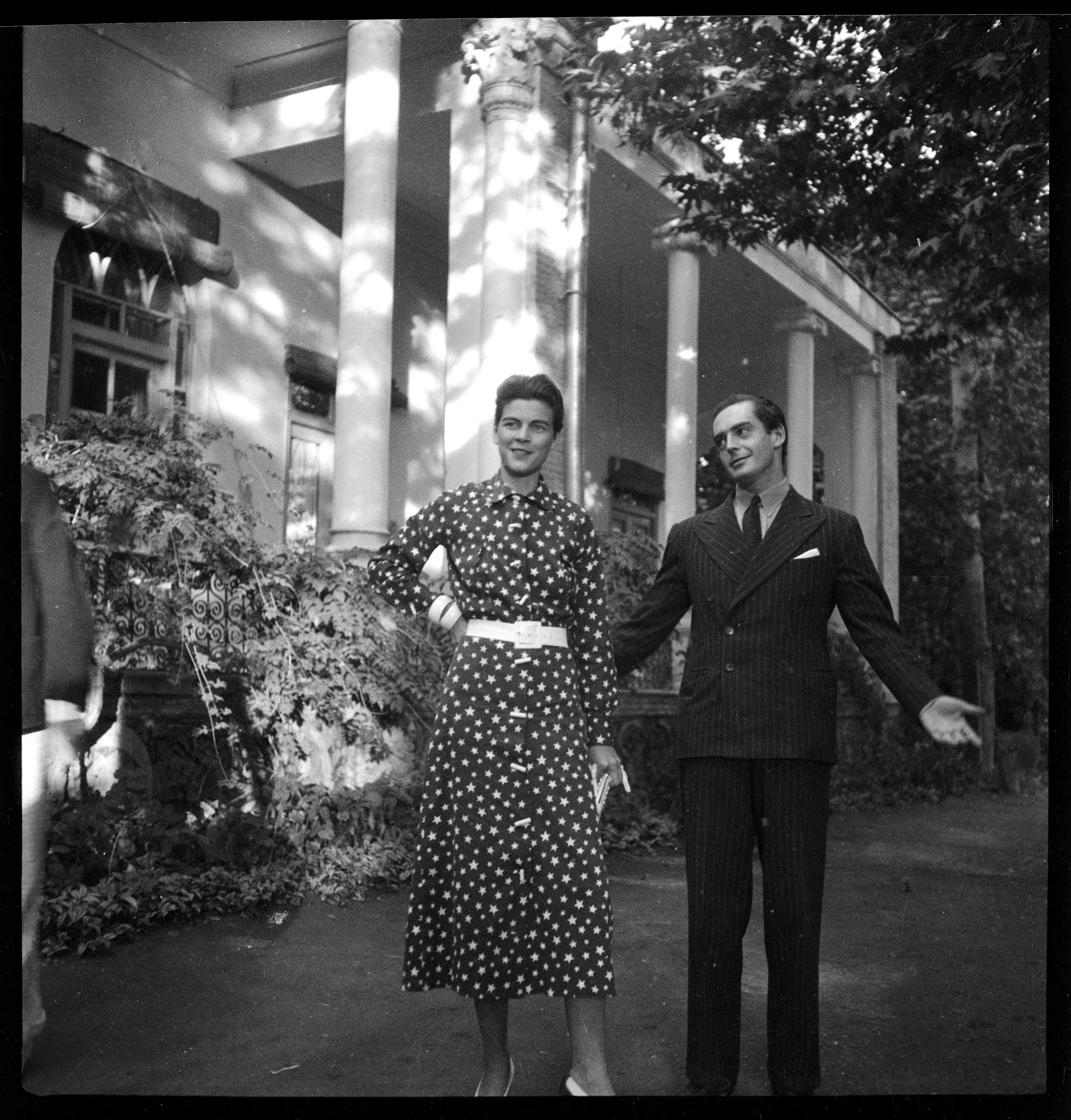
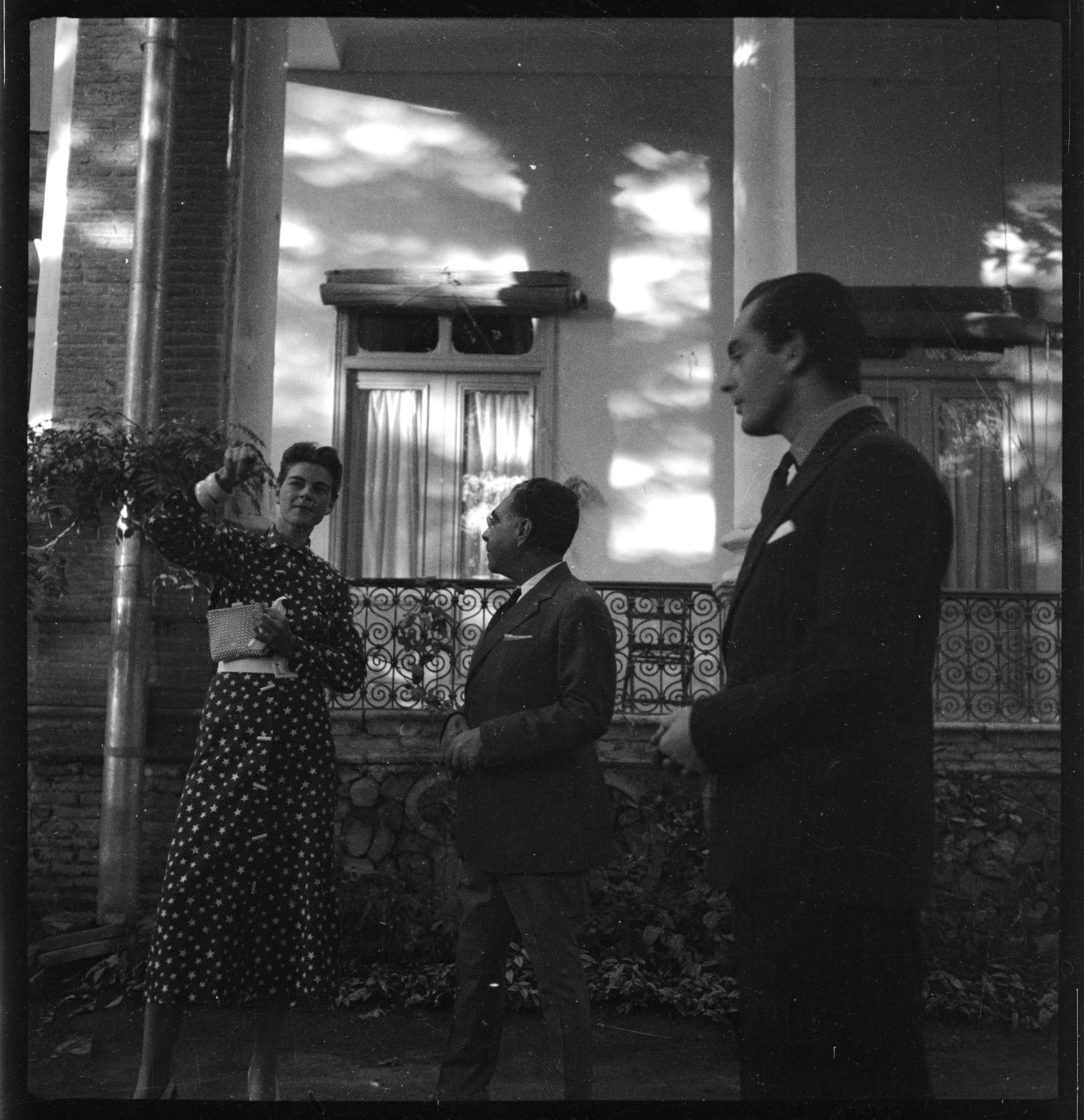
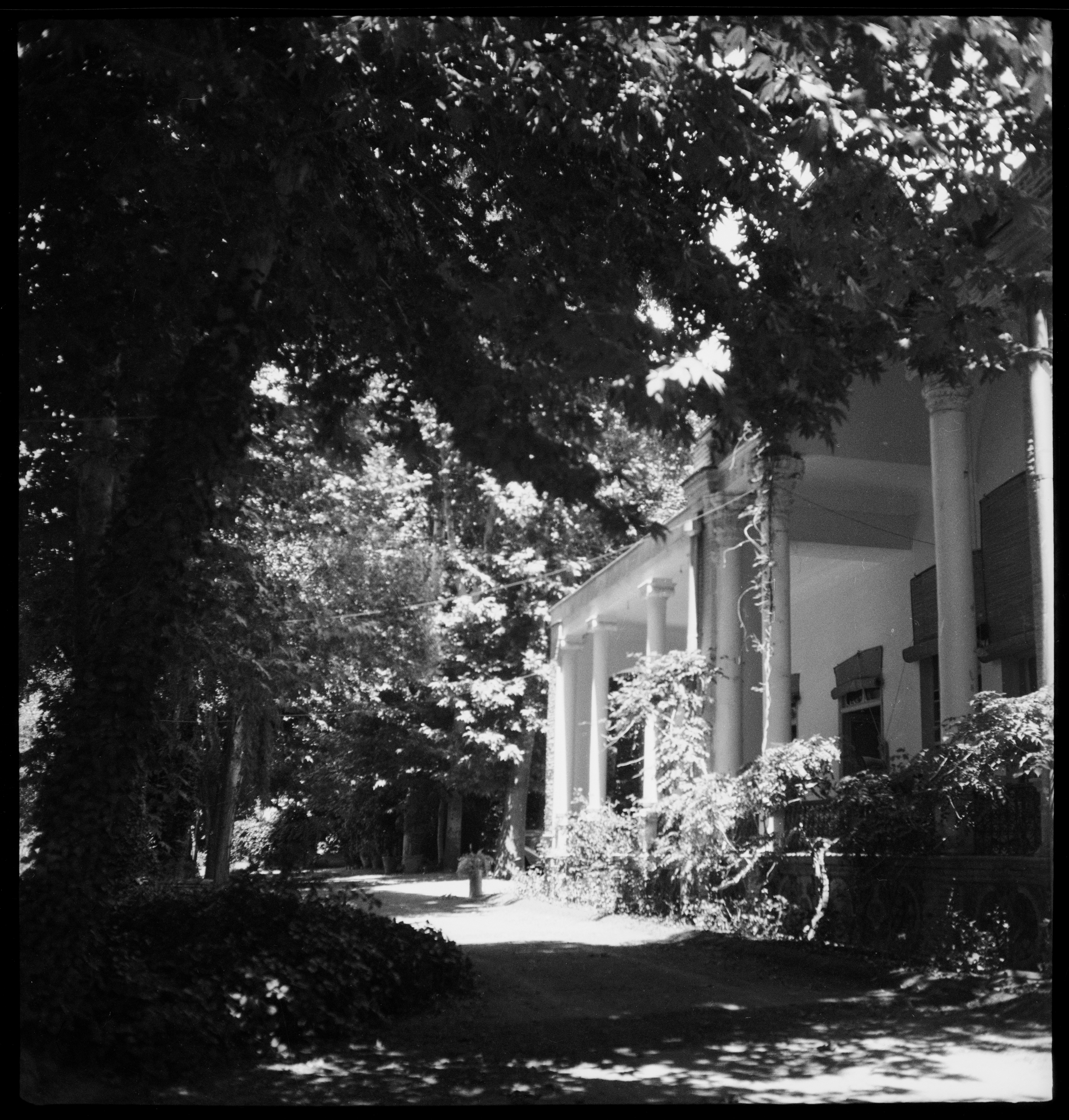
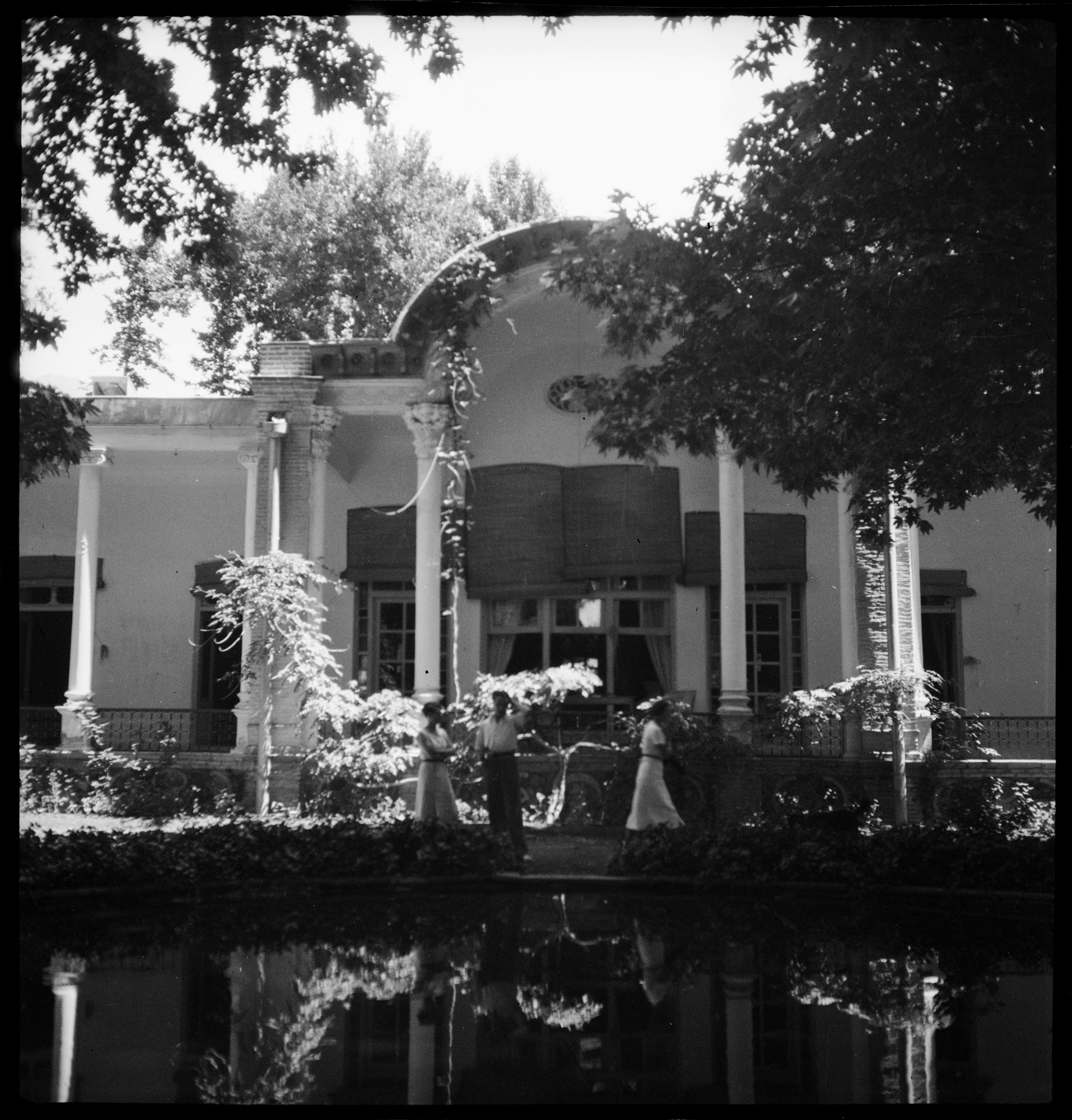
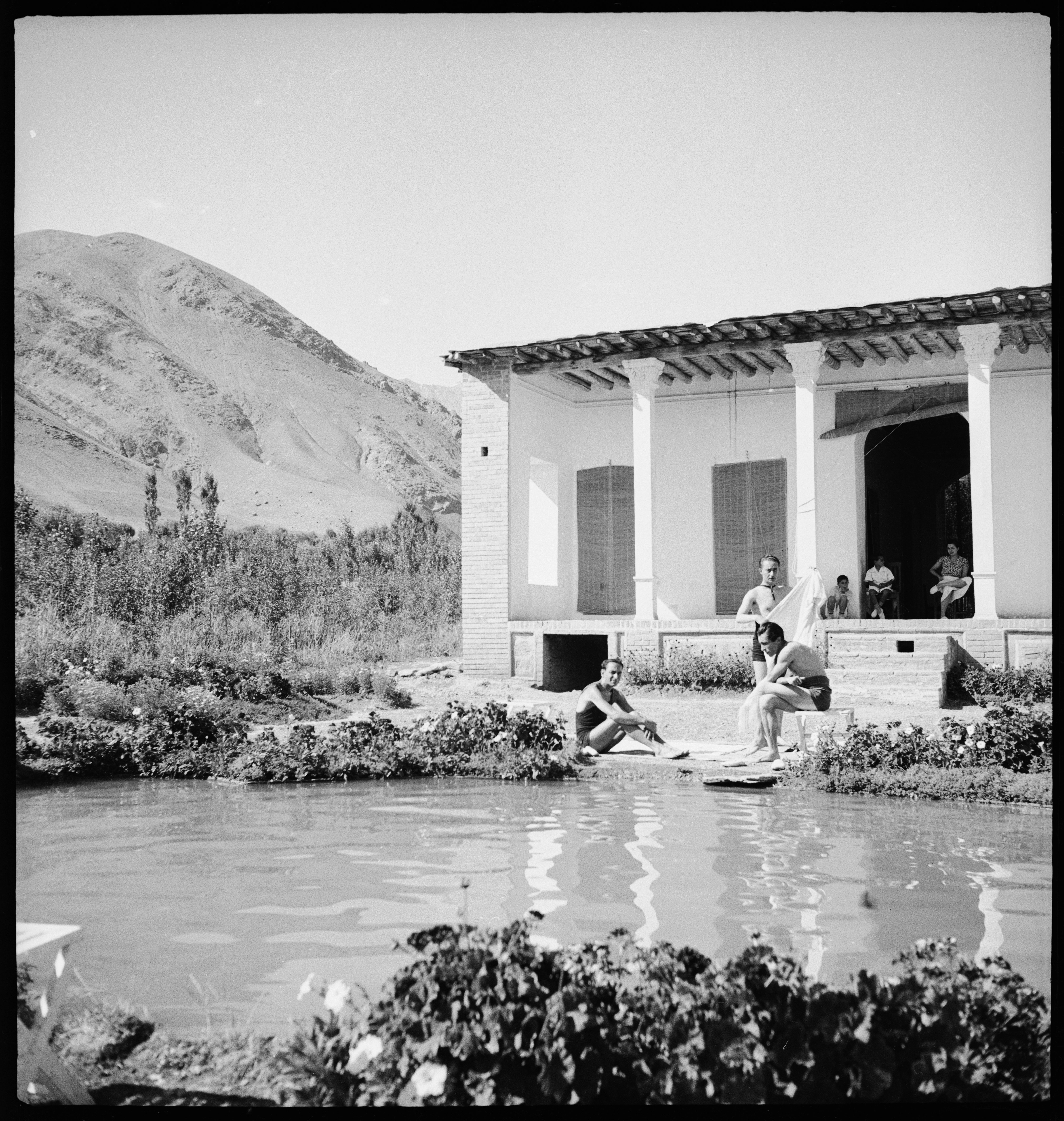
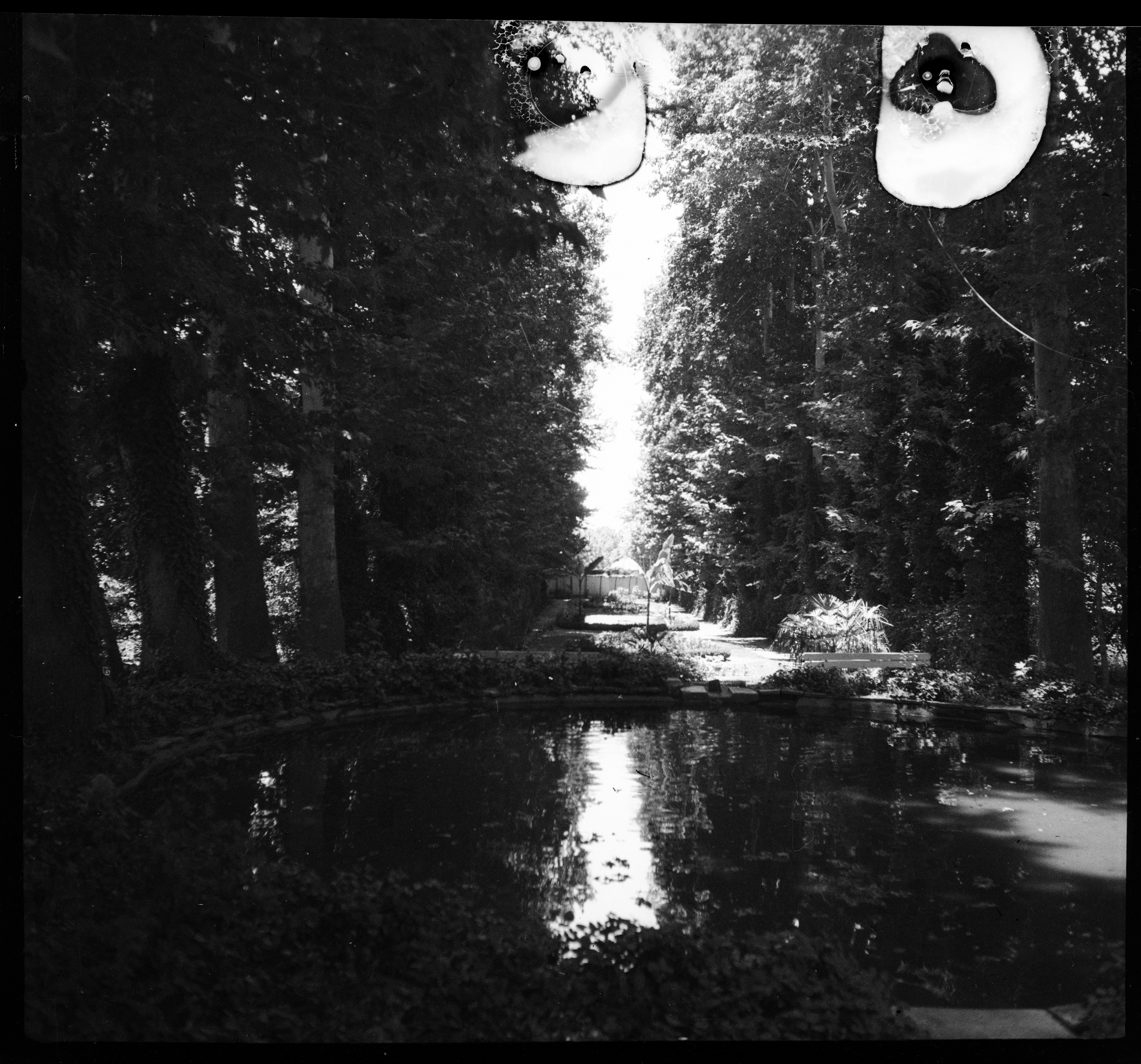
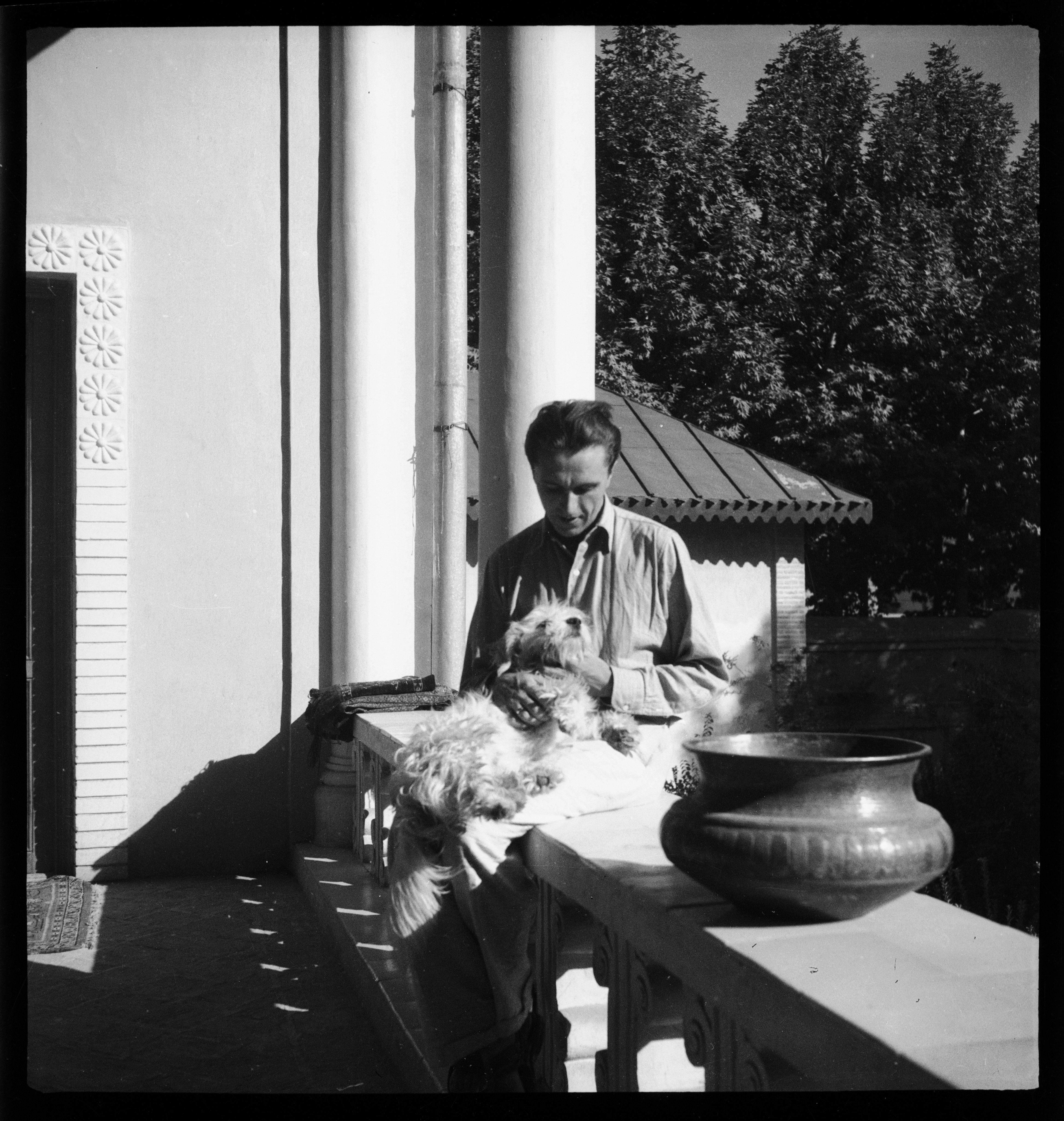
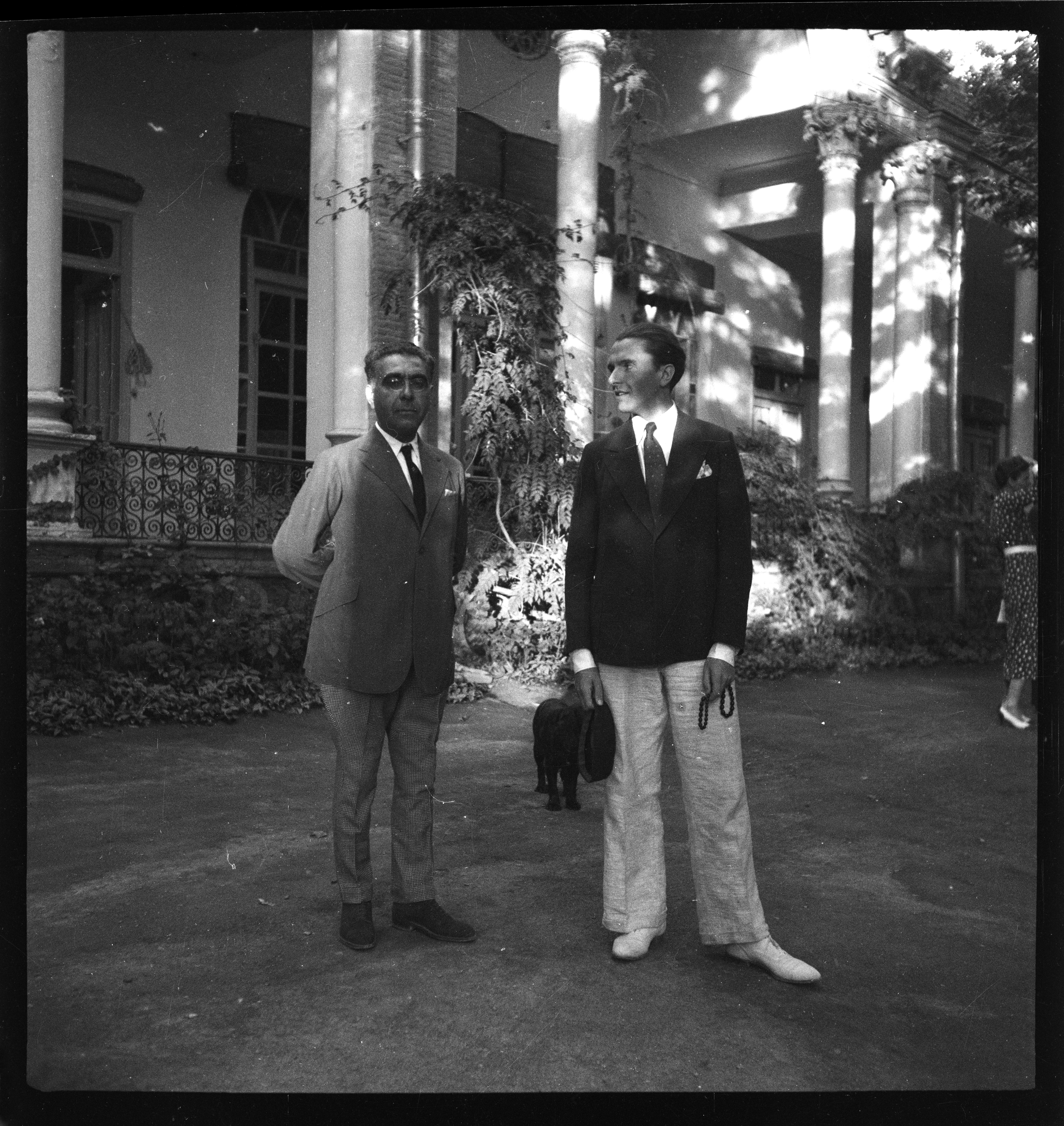
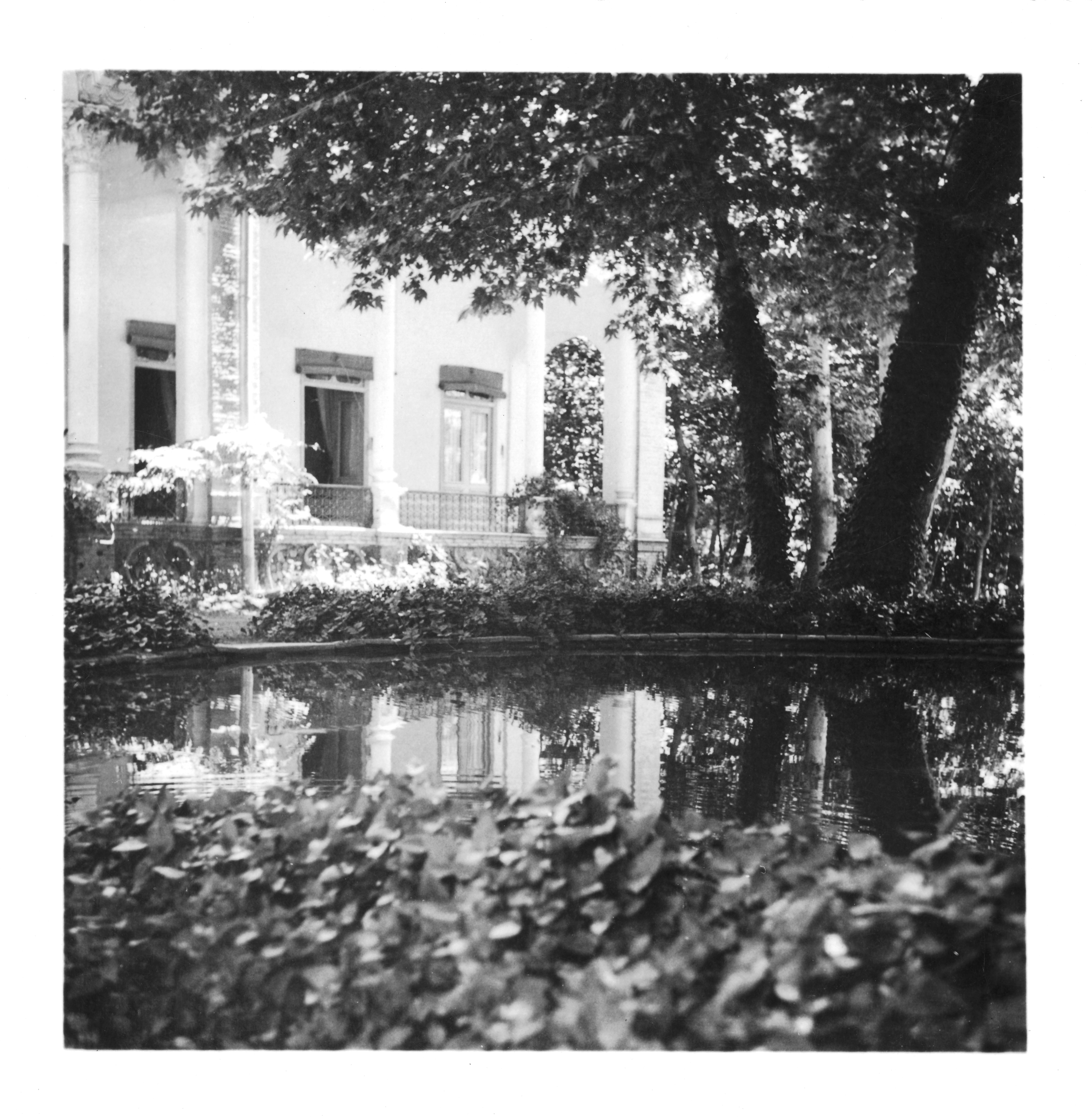